# La nebbia, Voisins
La nebbia, Voisins (Le brouillard, Voisins) è un dipinto del pittore inglese Alfred Sisley, realizzato nel 1874 e conservato al Museo d'Orsay di Parigi.

## Descrizione
Nel 1871 il pittore inglese Alfred Sisley si insediò a Voisins, un paese a pochi passi da Louveciennes: del rapporto speciale che legò Sisley ai villaggi nei quali si stabiliva se ne parla in Alfred Sisley § Contenuti. Questo sobborgo, in ogni caso, gli offrì il pretesto per dipingere un paesaggio immerso in una nebbia accecante. L'opera, così come le altre del pittore, non tiene affatto conto dei convenzionalismi con i quali si era soliti concepire una veduta di quel tipo, tanto che il colore vi viene applicato con tocchi virgolati rapidi e corsivi, senza il ricorso al disegno preparatorio.
Nel dipinto riusciamo faticosamente a cogliere (o, meglio, ad intuire) una lunga staccionata sullo sfondo, un cumulo di foglie sulla sinistra, un albero dai rami scheletriti ma robusti e infine una contadinella, probabilmente intenta a lavorare la terra, o magari a raccogliere fiori (alla sua sinistra, in effetti, si intravede un cespuglio di fiori bianchi e rigogliosi, seppur offuscati dal grigiore della foschia). Il vero protagonista della tela, tuttavia, è proprio la foschia, che immerge il campo di Voisins in un'atmosfera tremolante, fumosa, quasi fluida come la materia dei sogni: non si tratta infatti della nebbia aggressiva delle notti di Londra, bensì «di una sottile armonia, di una silenziosa poesia» che investe i vari volumi e li trasfigura in tonalità grigio-bluastre.
Con straordinaria potenza innovativa, dunque, Sisley non si rapporta più al paesaggio con lo zelo indagatorio e documentaristico distintivo della tradizione, bensì preferisce cogliere l'«impressione» della nebbia in campagna: l'immagine, infatti, non ha contorni definiti, e con le forme appena percepibili si ha proprio l'impressione di assistere a un attimo fuggevolissimo e irripetibile, in perpetuo cambiamento rispetto al passato ed al futuro.